# San José de Maipo
San José de Maipo è un comune del Cile della provincia di Cordillera. Si trova nella Regione Metropolitana di Santiago. Al censimento del 2002 possedeva una popolazione di 13.376 abitanti.

## Società

### Evoluzione demografica
| Censimento del 1992 | Censimento del 2002 |
| 11.646 ab.          | 13.376 ab.          |

## Galleria d'immagini

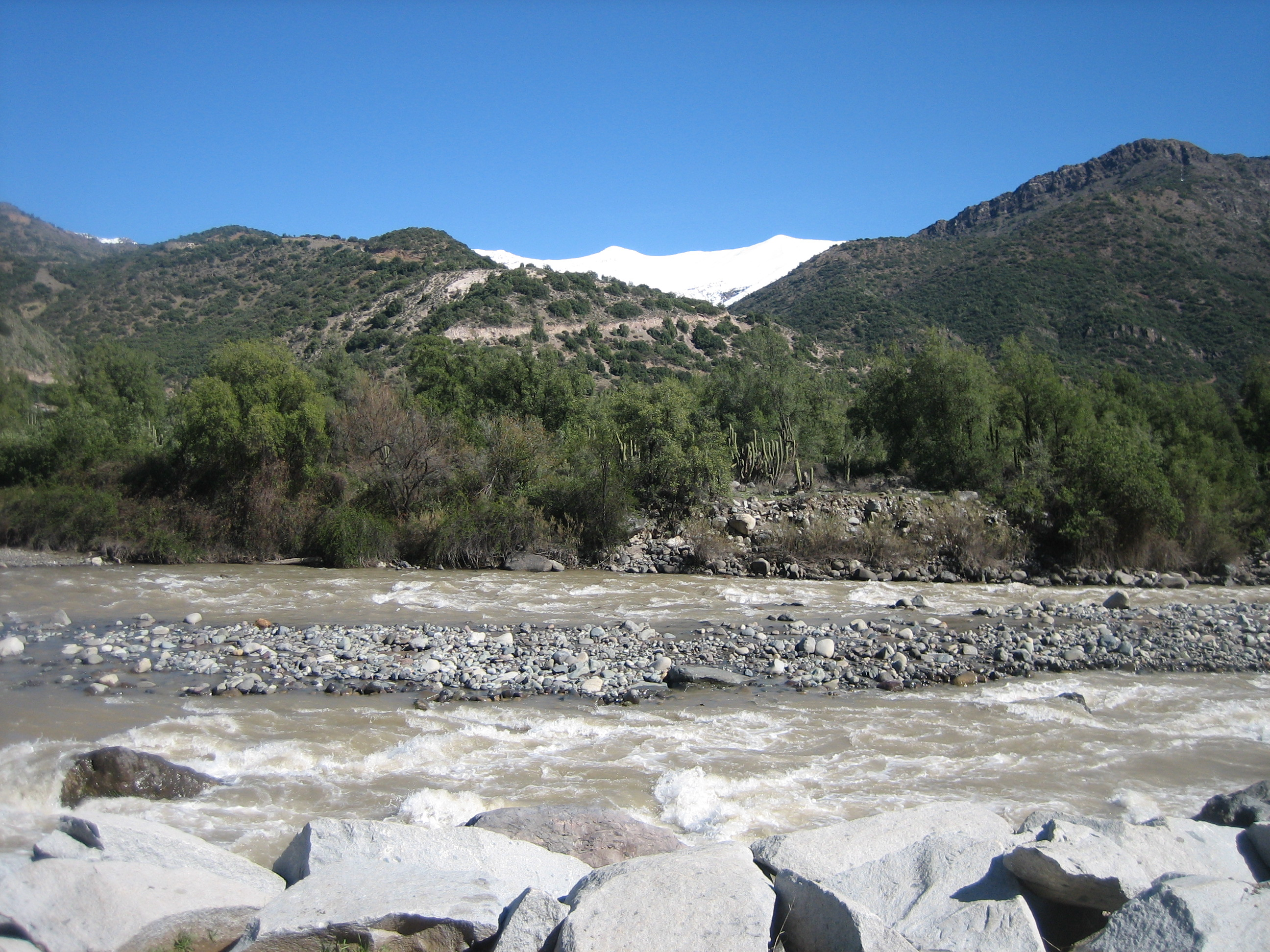
Camino Al Volcán, San José de Maipo
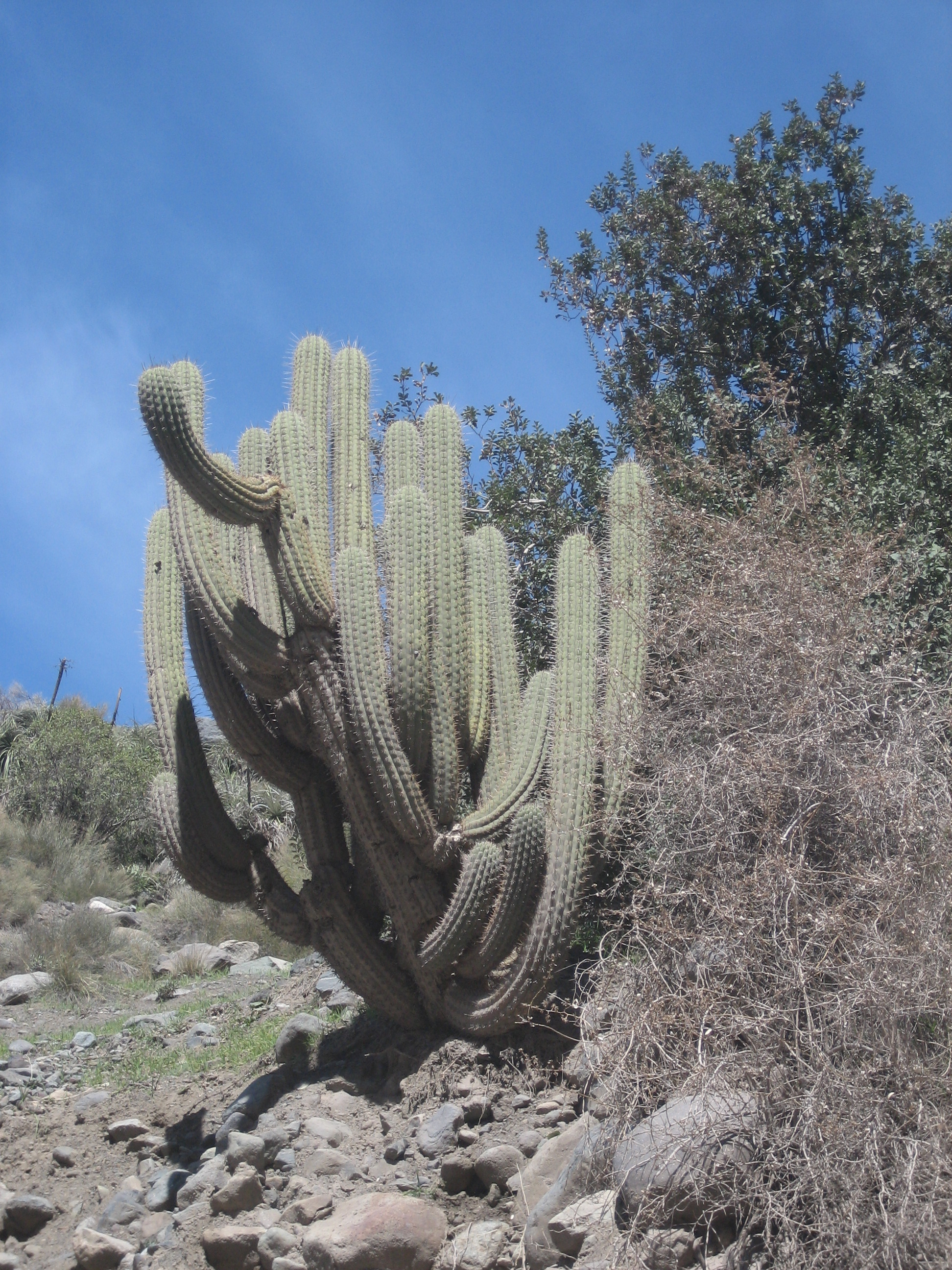
Cactus a San José de Maipo
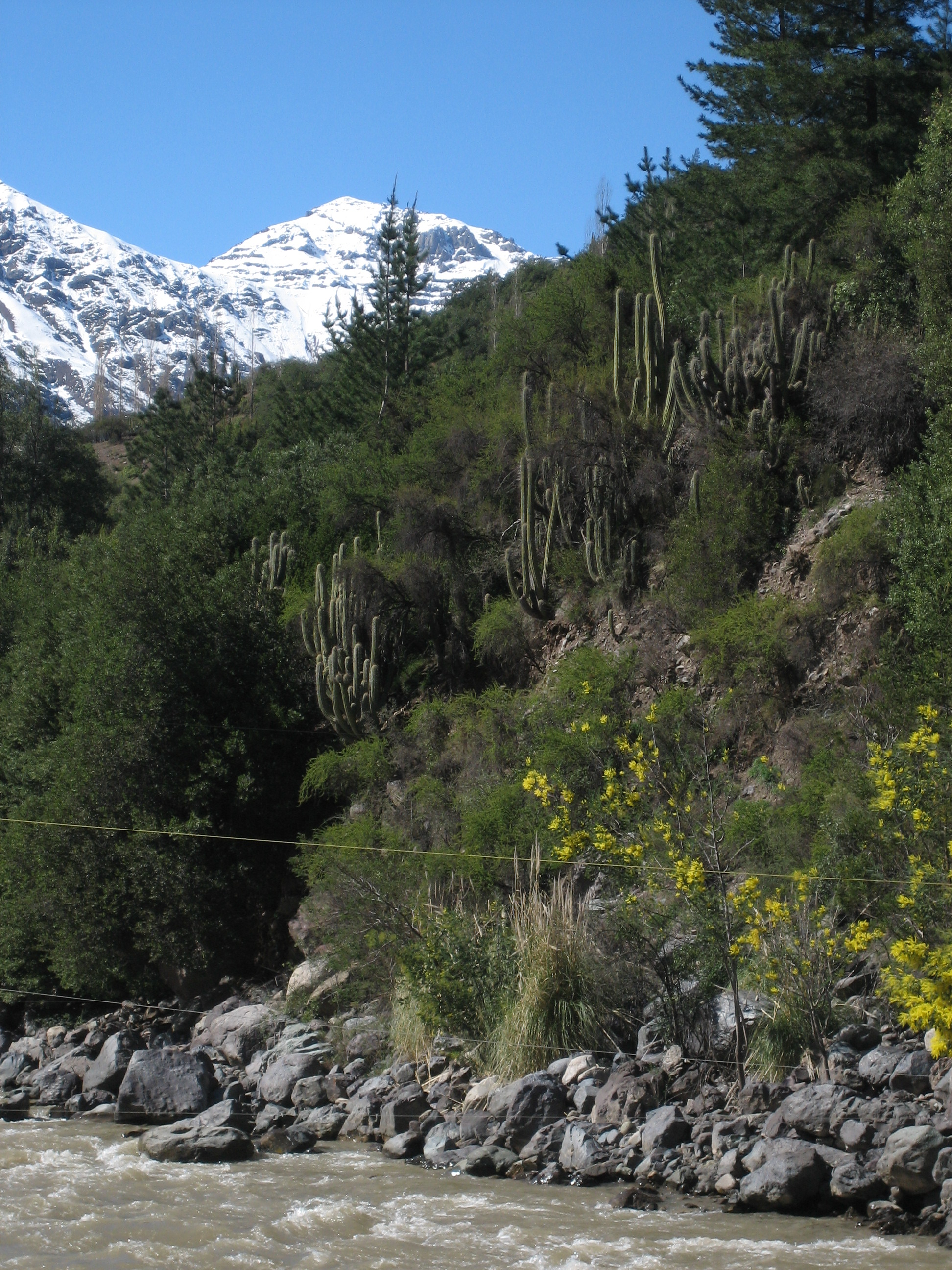
Cascada de Las Ánimas
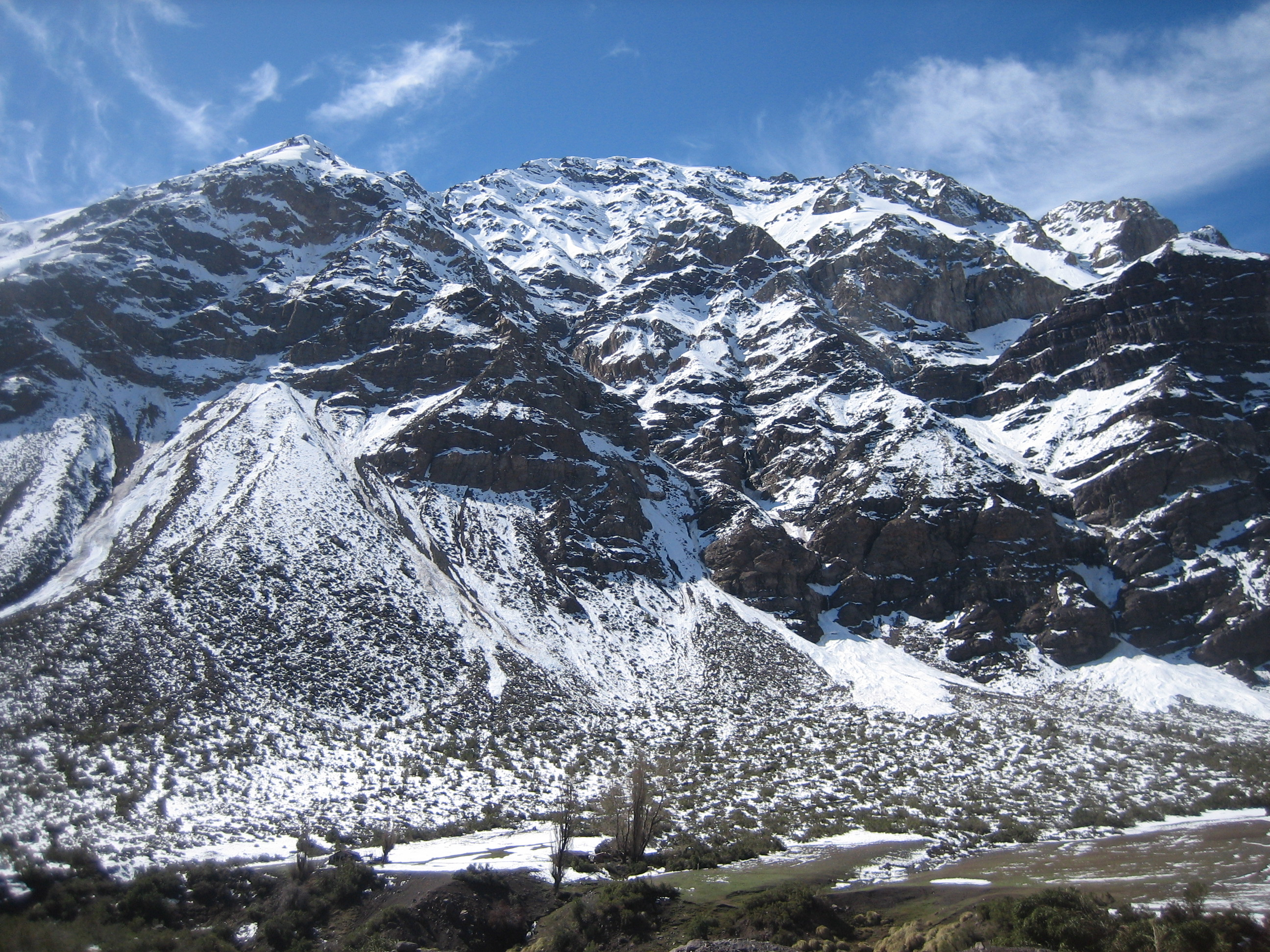
Montagne della Cordillera a San José de Maipo
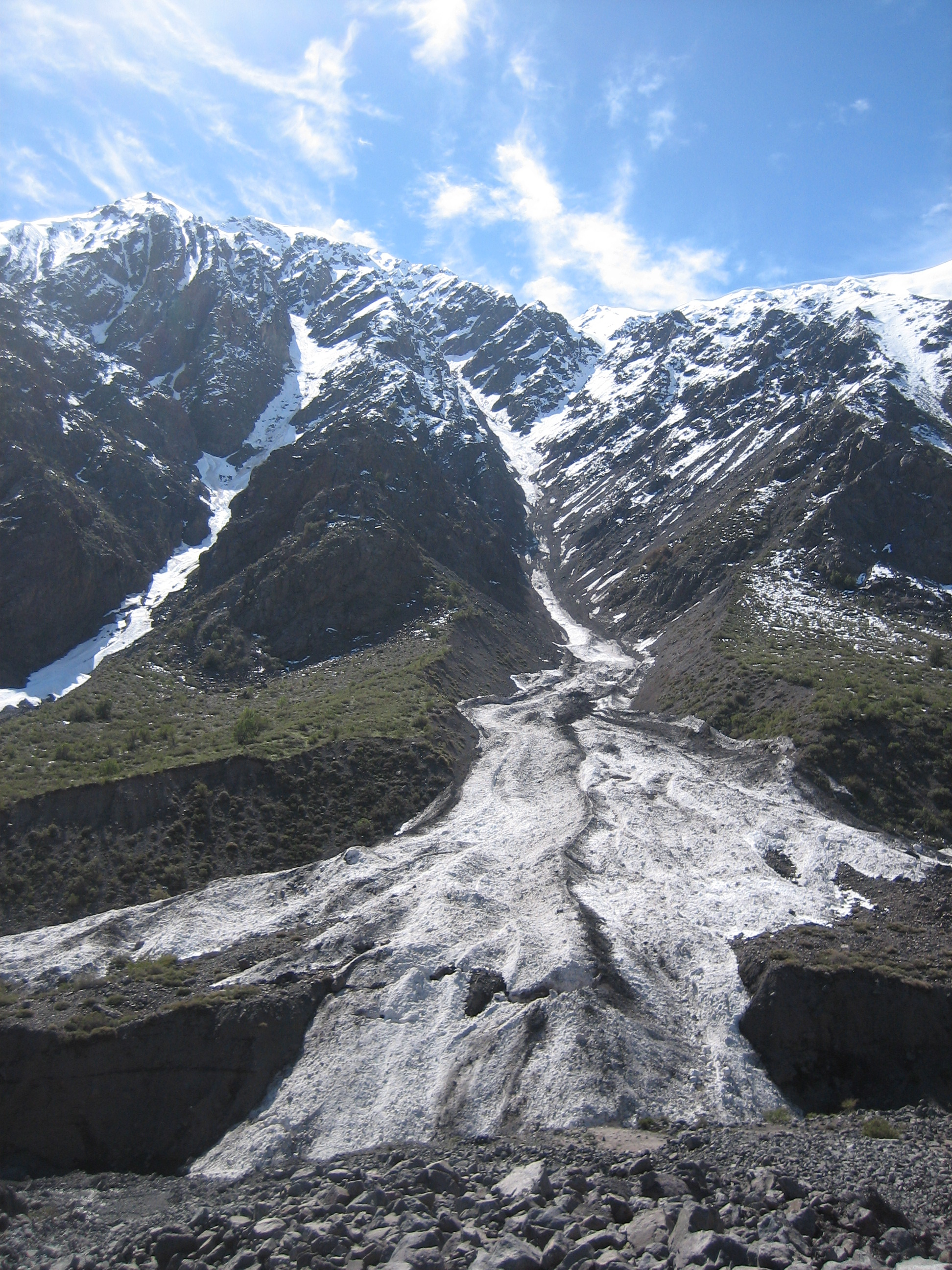
Vicino alle vette della Cordillera